# Walter Knödel

Walter Knödel, 2014

Walter Knödel (* 20. Mai 1926 in Wien; † 19. Oktober 2018 in Stuttgart) war ein österreichischer Mathematiker und Professor für Informatik an der Universität Stuttgart.

## Leben
Walter Knödel studierte an der Universität Wien Mathematik und Physik. Er promovierte 1948 im Bereich der Zahlentheorie bei Edmund Hlawka (Eine Erweiterung des Kroneckerschen Approximationssatzes) und habilitierte sich 1953, ebenfalls an der Universität Wien.
Walter Knödel wurde 1961 auf den Lehrstuhl für Instrumentelle Mathematik an der Technischen Hochschule Stuttgart berufen und übernahm auch die Leitung des Recheninstituts. Er wurde am Ostfilderfriedhof bestattet.

## Wirken
Walter Knödel war Autor von zahlreichen wissenschaftlichen Publikationen. 1961 schrieb er das erste deutschsprachige Lehrbuch zur Computerprogrammierung: Programmieren von Ziffernrechenanlagen.
Er war Gründungsdekan der Fakultät für Informatik der Universität Stuttgart und Gründungsmitglied der Gesellschaft für Informatik. Nach seiner Emeritierung 1991 war er 1992 als Leiter des Instituts für Informatik maßgeblich am Neuaufbau des Studienfachs Informatik an der Universität Leipzig beteiligt und erhielt 1993 die Caspar-Borner-Medaille als Anerkennung für seine Verdienste an der Universität Leipzig.
Die Knödel-Zahlen sind nach Walter Knödel benannt. Zu seinen Doktoranden zählen Klaus Barner, Rolf Schassberger, Ludwig Arnold und Frieder Nake.